# 뉴질랜드 자유당
뉴질랜드 자유당(마오리어: Pāti Rīpera)은 뉴질랜드에서 최초로 조직된 정당으로, 1891년부터 1912년까지 통치했다. 자유당의 전략은 대규모의 마오리 토지를 매입하여 이를 소규모 농민에게 신용으로 판매함으로써, 자유당 이념을 지지하는 많은 소농층을 형성하는 것이었다. 자유당 정부는 또한 이후 복지국가의 기초를 마련하며 노령연금을 도입하고, 고용주와 노동조합 모두가 수용한 산업 분쟁 해결 시스템을 개발했다. 1893년에는 여성에게 투표권을 확대하여 뉴질랜드가 세계 최초로 보편적 성인 참정권을 도입한 나라가 되었다. 자유당은 연속 7번의 선거에서 승리하며 국민들의 지지를 받았다.
뉴질랜드의 자유주의적 개혁은 특히 국가가 노동 관계를 규제하는 방식에서 국제적인 주목을 받았다. 최대 노동시간 규제와 강제 중재 절차 같은 혁신적인 정책을 도입하며, 자유당 행정부 하에서 뉴질랜드는 최저임금 제도를 최초로 도입하고 여성에게 투표권을 부여한 나라가 되었다. 이는 노동조합의 성장을 장려하는 동시에 파업과 계층 갈등을 억제하기 위한 목적이 있었다. 이러한 개혁은 미국의 개혁 운동에 큰 영향을 미쳤다.
1891년 당시 뉴질랜드 자유당은 명확한 이념을 갖추지 못했다는 평가가 많다. 대신 이들은 민주적 여론이 부과하는 제약을 고려하며 국가의 문제를 실용적으로 접근했다. 토지 분배 문제 해결을 위해, 접근성, 임대조건, 미개발 토지에 대한 누진 과세 같은 혁신적인 해결책을 마련했다. 1912년 이후 자유당은 권력을 잃었고, 보수적인 뉴질랜드 정치개혁연맹과 성장하는 뉴질랜드 노동당 사이에 끼이게 되었다. 1920년대에 자유당은 분열되었으며, 자유당의 잔재—이후 연합당으로 알려지게 됨—는 1936년에 개혁당과 합병하여 현대의 국민당을 창설하게 되었다.